# Brut (Prizren)
Pour les articles homonymes, voir Brut.
Brrut en albanais et Brut en serbe latin (en serbe cyrillique : Брут) est une localité du Kosovo située dans la commune/municipalité de Dragash/Dragaš et dans le district de Prizren/Prizren. Selon le recensement kosovar de 2011, elle compte 1 164 habitants, dont 1 161 Albanais.
Selon le découpage administratif de la Serbie, la localité fait partie de la municipalité de Prizren.

## Géographie

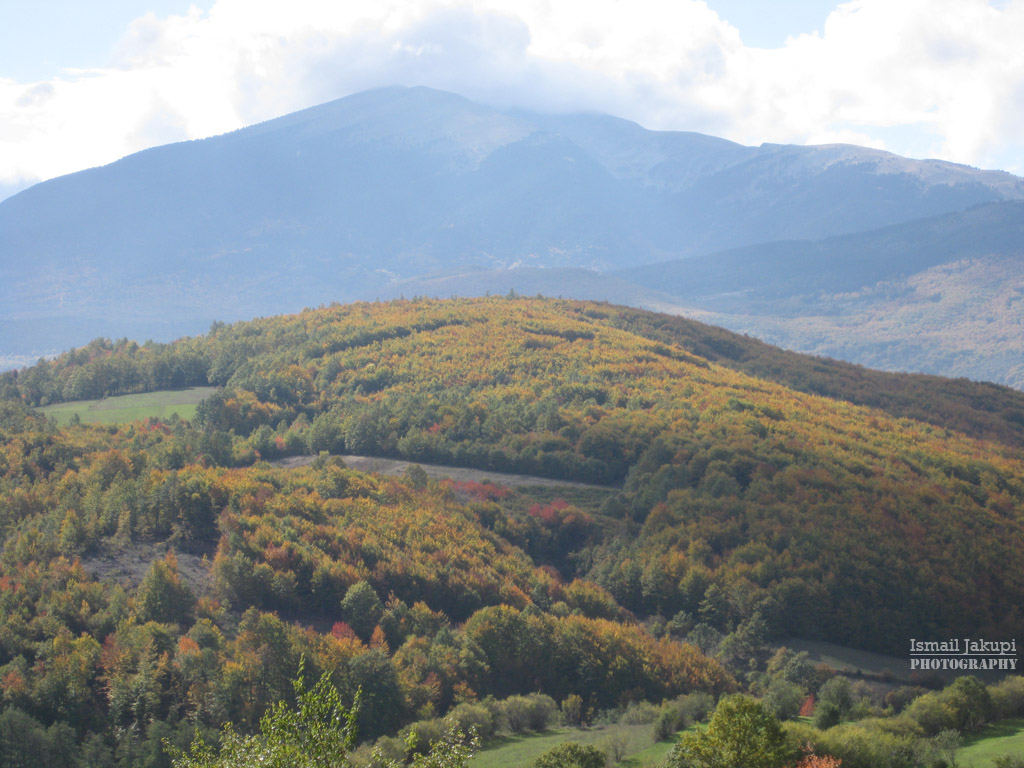
La région de Brrut/Brut

## Histoire
Sur le territoire du village se trouvent les vestiges d'une forteresse remontant à l'Antiquité tardive et au Moyen Âge ; ces ruines sont proposées pour une inscription sur liste des monuments culturels du Kosovo.

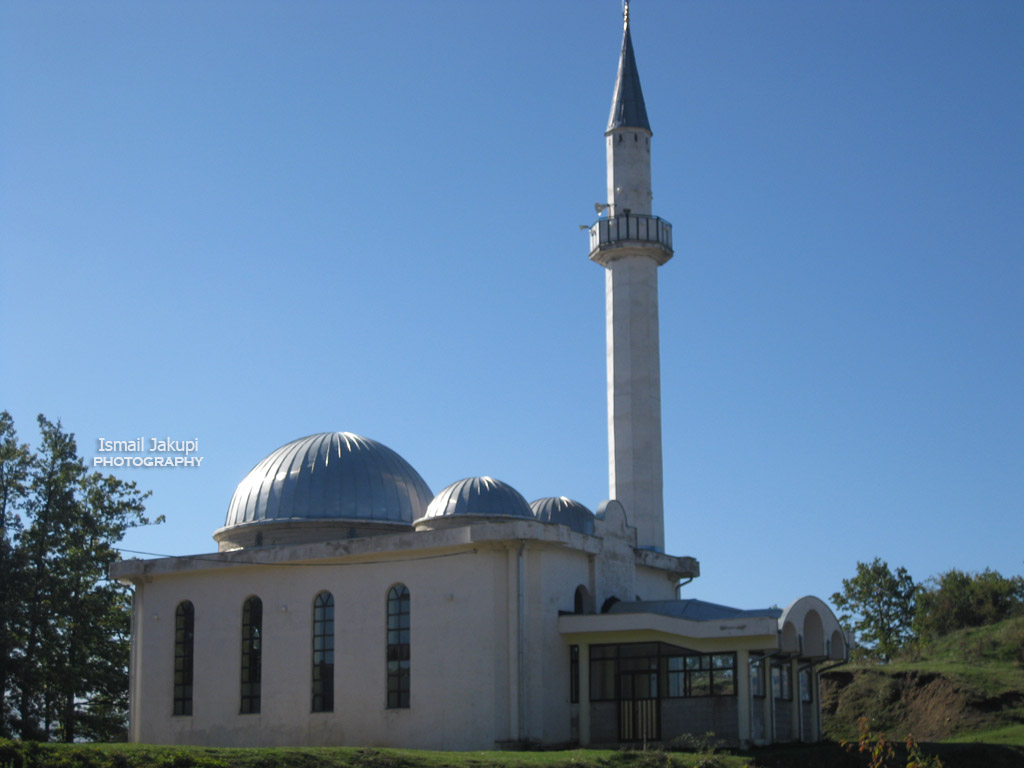
Une mosquée à Brut

## Démographie

### Évolution historique de la population dans la localité
| 1948 | 1953 | 1961 | 1971 | 1981  | 1991  | 2011  |
| ---- | ---- | ---- | ---- | ----- | ----- | ----- |
| 596  | 584  | 575  | 798  | 1 097 | 1 319 | 1 164 |

|  |